# I giganti (film 2021)
I giganti è un film italiano del 2021, scritto e diretto da Bonifacio Angius e prodotto da Il Monello Film.

## Trama
Cinque vecchi amici si ritrovano in un casolare sperduto. Tutti hanno alle spalle fallimenti di vario tipo: economici, sentimentali, problemi con la giustizia. Nell'isolamento della campagna, storditi dall'uso continuo di alcol e droghe, iniziano a rievocare le proprie storie e i ricordi dolorosi, entrando in una spirale di autodistruzione di fronte alla consapevolezza delle proprie sconfitte e della propria solitudine.

## Produzione
I giganti è uscito nelle sale il 21 ottobre 2021 ma è stato presentato in anteprima mondiale al Locarno Film Festival il 10 agosto 2021 per candidato al Pardo d'oro.
La sceneggiatura è stata scritta con Stefano Deffenu, attore nel film insieme a Bonifacio Angius, Michele Manca, Stefano Manca e Riccardo Bombagi, i personaggi principali.
Il film è stato girato, durante il lockdown causa COVID-19, principalmente a Thiesi all’interno della storica Casa Flores, e in un vecchio casale a Campu Lazzari, nelle campagne di Siligo.

## Riconoscimenti
- Locarno Film Festival 2021 - Candidatura al Pardo d'oro[3][4]
- Annecy cinéma italien - Premio per la miglior regia a Bonifacio Angius e Premio della giuria giovani[5].